# Aeolothrips brunneipictus
Aeolothrips brunneipictus är en insektsart som beskrevs av Bailey 1951. Aeolothrips brunneipictus ingår i släktet Aeolothrips och familjen rovtripsar. Inga underarter finns listade i Catalogue of Life.